# TV Echterdingen
Der Turnverein Echterdingen 1892 e. V., kurz TV Echterdingen, ist ein Sportverein aus Leinfelden-Echterdingen im Landkreis Esslingen, Baden-Württemberg.

## Geschichte
Der TV Echterdingen e. V. wurde 1892 gegründet und erweiterte sich 1919 um die Fußballabteilung, 1921 die Faustballabteilung, 1925 Radabteilung, 1930 Handballabteilung, 1970 Frauenhandballabteilung, 1973 Volleyballabteilung und 1975 die Schwimmabteilung. 1960 beschloss der Gemeinderat den Bau einer Turn- und Festhalle am Filderstadion. 1964 kam es zur Einweihung der Gemeindehalle und des umgebauten Filderstadions. 2011 wurden die Abteilungen Radfahren, Skilaufen und Triathlon aufgelöst. Der TV-E ist ein Mehrspartenverein, welcher die Sportarten Badminton, Basketball, Fußball, Handball, Karate, Leichtathletik, Schwimmen, Tanzen, Tennis, Turnen und Volleyball anbietet.

## Badminton
- Claudia Weiser Württembergische Meisterin im Badmintondoppel 1998
- Claudia Weiser Deutsche Meisterin im Badmintondoppel 1997, 1999

## Fußball
Die 1919 gegründete Fußballabteilung wurde 1922 ausgegliedert, da sie den Verein VfL Echterdingen gründete. 1928 wurde der VfL-E aufgelöst und so kam die Abteilung wieder zum TV Echterdingen zurück. 2022/23 wurden die TV-Fußballer Vize-Meister in der Landesliga und erreichten über die Relegation den Aufstieg in die Verbandsliga. 2025 stieg man als Vorletzter wieder in die Landesliga ab.
Erfolge
- Meister in der 2. Amateurliga 1955
- WFV Pokalfinalist 1960
- Aufstieg in die Verbandsliga 2009, 2023
- Meister der Landesliga 2009
- Landesliga Vize-Meister 2023
- Aufstieg in die Landesliga 1995, 2003

### Spielerpersönlichkeit

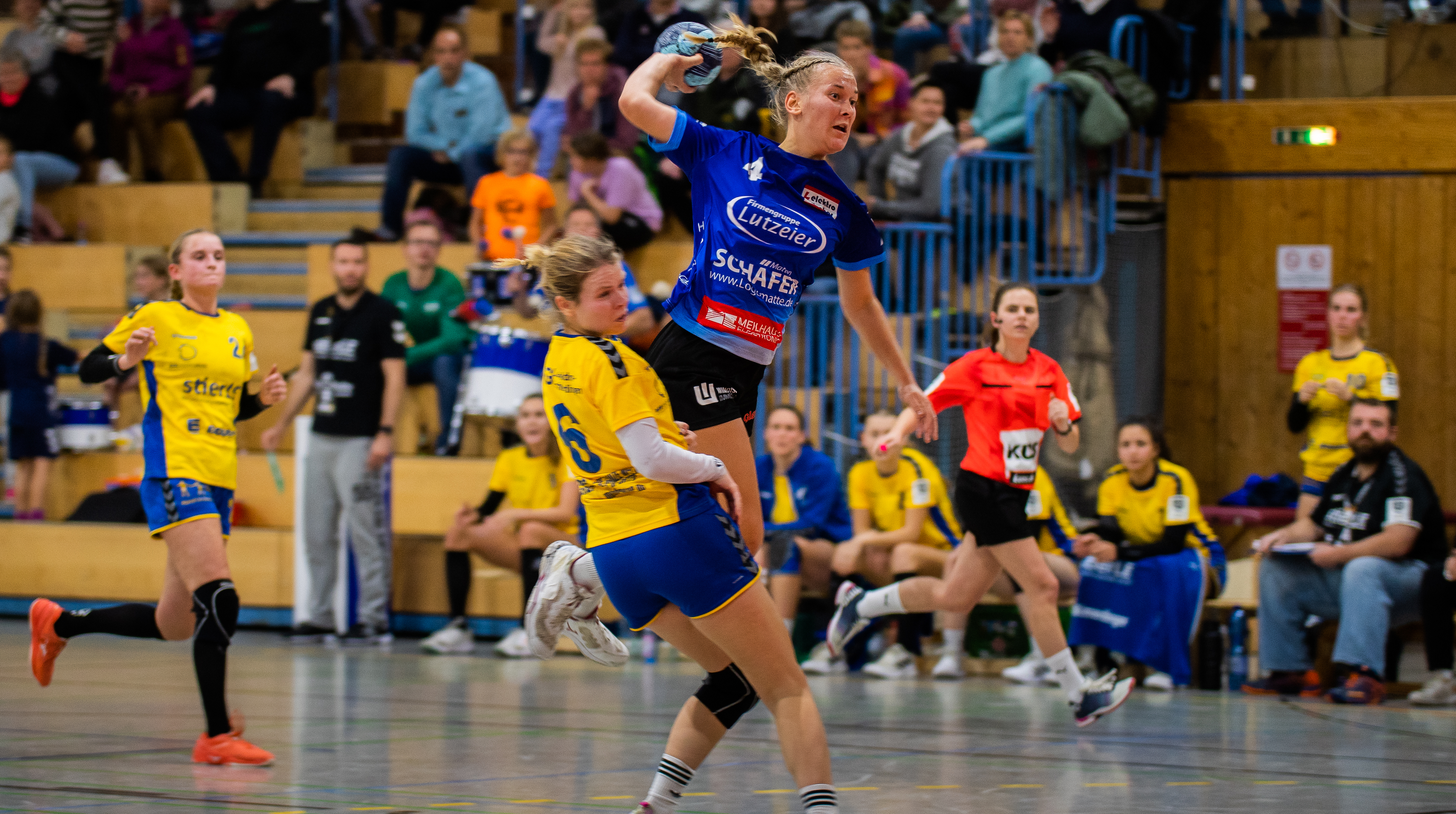
HSG Spielszene 3. Liga 2022

- Wolfgang Höflinger (Fußballspieler)
- Heinz-Jürgen Voise (Fußballtrainer)

## Handball
Die erfolgreichste Sparte der 1930 gegründeten Handballabteilung sind die Handballdamen des TV Echterdingen, die sich 1970 der Abteilung anschlossen.
Neben der Baden-Württembergischen Meisterschaft und dem Aufstieg in die dritte Liga gelang ihnen 1995 der Aufstieg in die 2. Handball-Bundesliga. Größter Erfolg bisher bei den Männern war der Aufstieg in die Landesliga.

### HSG Leinfelden-Echterdingen
2009 entstand die HSG Leinfelden-Echterdingen, eine Handballspielgemeinschaft die aus dem Zusammenschluss der Handballabteilungen des TV Echterdingen und dem TSV Leinfelden hervorging. Neben den Handballdamen, die 2024/25 in der Regionalliga Baden-Württemberg antreten, nehmen drei weitere Frauenteams, drei Männermannschaften und elf Nachwuchsmannschaften am Spielbetrieb des Württembergischen Handballverbandes (WHV) teil.

### Erfolge
Frauen
TV Echterdingen
- Aufsteiger in die 2. Bundesliga 1995
- Meister RL-Süd (3. Liga) 1995
- Aufstieg in die Regionalliga Süd (3. Liga) 1986, 1988, 2002
- Vizemeister OL Baden-Württemberg (4. Liga) 2002
- DHB-Pokal 2. Hauptrunde 1990/91
- DHB-Pokal Hauptrunde 1986, 1987, 1988/89, 1989/90
- Süddeutscher Pokalsieger 1986, 1989
- Württembergischer Pokalsieger 1985

HSG Leinfelden-Echterdingen
- Aufstieg in die 3. Liga (Handball) 2022
- Meister OL Baden-Württemberg 2022
- Aufstieg in die Oberliga 2018
- DHB-Pokal Hauptrunde 2019/20
- Aufstieg in die Württembergliga 2010

### Trainerpersönlichkeit
- Klaus Hüppchen

## Triathlon
Die 1990 gegründete Triathlonabteilung wurde 2011 aufgelöst. Die Triathlondamen starteten starten 1995 erstmals in der 1. Bundesliga. 1999 und 2001 wurden sie Deutscher Vizemeister. Cornelia Jahncke gewann 1991 die Deutsche Senioren-Meisterschaft (W35) im Kurz-Triathlon. 1996 wird sie Europameisterin im Triathlon W40, 1998 Weltmeisterin in der Triathlon-Langdistanz W40.